# Long Weekend
Long Weekend és una pel·lícula de thriller psicològic australiana rodada el 1977 i estrenada el 1978. La pel·lícula va ser dirigida per Colin Eggleston i protagonitzada per John Hargreaves i Briony Behets.

## Trama
La història tracta d'una parella, Peter (Hargreaves) i Marcia (Behets), que, juntament amb el seu gos, Cricket, fan una excursió de cap de setmana a prop de la platja. És evident que hi ha una gran tensió entre la parella encara que no és clar quina és l'origen d'aquesta tensió. A la Marcia, per la seva banda, no li interessa especialment la idea de fer aquest viatge, però ho fa per complaure en Peter. En el camí, en Peter llença una burilla per la finestra, mata accidentalment un cangur i sembla entrar en una propietat privada quan s'acosta a una platja de la qual els habitants no semblen saber res. Un cop arriben i instal·len el campament, la parella es dedica a accions destructives per al medi ambient, com ara el robatori i la destrucció d'un ou d'àguila, la matança d'un dugong, el que sembla ser la matança d'una multitud d'ocells i la tala parcial innecessària d'arbres. Amb el pas del temps, ens assabentem que l'origen d'aquesta fractura és un avortament que la Marcia va tenir, presumiblement en secret, perquè era fruit d'una aventura amb un altre home. A mesura que les tensions entre la parella augmenten, la natura no està satisfeta amb la seva mala conducta mediambiental i comença a contraatacar, primer amb una àguila i un opòssum que ataquen en Peter, i després per mitjans més insidiosos. La pel·lícula culmina quan Marcia arriba al seu últim alè i roba el cotxe de Peter, deixant-lo encallat a la platja. Tots dos es queden sols una nit per sobreviure als elements. En Peter s'arma amb un fusell que es dispara en algun moment durant la seva nit problemàtica. L'endemà al matí, en Peter troba el cos de la Marcia, empalat per la seva llança, i el seu cotxe abandonat en el que sembla ser una malla de teranyines, que finalment elimina després d'enganxar-lo al fang. En Peter finalment troba la carretera principal després d'hores de recerca i trepitja la carretera per fer baixar un camió, però, un ocell ataca el conductor del camió abans de veure en Peter, fent-lo perdre el control, colpejant i matant en Peter.

## Repartiment
- John Hargreaves – Peter
- Briony Behets – Marcia
- Mike McEwen – Conductor de camió
- Roy Day –	Ancià
- Michael Aitkens – Bartender
- Sue Kiss von Soly – Noia de la ciutat

## Producció
El guió va ser el primer guió de llargmetratge escrit per Everett De Roche, un experimentat escriptor de televisió australià. Es va inspirar en un viatge que va fer un cap de setmana de Setmana Santa a una platja aïllada de Nova Gal·les del Sud:
| « | Vaig començar LW com una manera d'evitar l'estancament del programa de televisió de policies mentre encara em convencia que estava "treballant". LW va ser un projecte únic perquè vaig començar sense esquemes, sense notes o investigacions, amb molt poca idea d'on anava la història i sense coneixements absoluts dels guions. Simplement vaig començar a la pàgina 1, escena 1, i m'ho vaig inventar a mesura que anava escrivint. Només tenia un pla vague per escriure una mena d'història de terror ambiental. La meva premissa era que la Mare Terra té el seu propi sistema autoimmune, així que quan els humans comencen a comportar-se com cèl·lules cancerígenes, ella ataca. També volia evitar una pel·lícula de criatures semblant a Tauró. Volia que totes les bèsties de LW fossin d'aspecte benigne i no obertament agressives. | » |

De Roche va escriure el guió en deu dies. Se'l va ensenyar a Colin Eggleston, que havia treballat amb ell a Crawfords, i Eggleston va decidir fer la pel·lícula. Els fons es van obtenir de Film Victoria i l'Australian Film Commission.
El rodatge va tenir lloc entre març i abril de 1977 a Melbourne i prop de Bega, al sud-est de Nova Gal·les del Sud. El final era originalment diferent segons De Roche:
| « | Vaig escriure una seqüència enormement complicada per prop del final on els animals donen a Peter una segona oportunitat. Volen que sigui savi, i està a punt de fer-ho quan sent un camió a la distància. Se'n va cap a l'autopista i els animals decideixen que no hi ha esperança. Poèticament, deixen que un altre home el mati. | » |

No obstant això, la seva escena va ser massa difícil de rodar perquè implicava animals i es va tallar.

## Estrena
La pel·lícula es va estrenar al XI Festival Internacional de Cinema Fantàstic i de Terror l'octubre de 1978.
La pel·lícula, juntament amb La invasió dels ultracossosva guanyar el premi Antennae II al Festival internacional de cinema fantàstic d'Avoriaz, a guanyar el Premi especial del jurat al Festival de Cinema de París de 1978 i va guanyar el millor pel·lícula, el premi del jurat de la crítica internacional per al director Eggleston i el millor actor per a Hargreaves.
No es va estrenar als cinemes a Austràlia fins al 1979, i va ser un fracàs comercial.

## Recepció crítica
AllMovie va escriure: "Long Weekend és poc més que un extens relat d'advertència sobre la ximpleria kàrmica de no respectar la natura. DVD Times va elogiar la pel·lícula i també va comentar la seva obscuritat: "quan apareix un petit thriller òbviament ben fet i executat, un exercici de por controlat i una atmosfera estranya que és realment efectiu, cal reflexionar sobre els motius pels quals la gran majoria ho van aprovar. El cinema australià primerenc sembla maleït en aquesta categoria."
De Roche va expressar més tard una certa insatisfacció amb la pel·lícula:
| « | Desafortunadament, l'arbust es presenta com una amenaça massa aviat; hauria d'haver sorgit com una amenaça només després que el públic hagués simpatitzat amb els animals. I no crec que hi hagi simpatia. Long Weekend hauria estat molt millor si al públic s'hagués dit al principi que en Peter i la Marcia moririen. D'aquesta manera, no hauria hagut de simpatitzar amb ells, i podria haver-se preocupat únicament de quan passaria això. Aquesta és l'essència del suspens. | » |

## Remake
El 2008, el director australià Jamie Blanks va rodar un remake de la pel·lícula (titulada alternativament Nature's Grave). La pel·lícula era protagonitzada per James Caviezel i Claudia Karvan.